# 사회대중당
사회대중당(社會大衆黨)은 1960년 4.19 혁명 이후 창당된 대한민국의 혁신 정당이다. 구 진보당, 민주혁신당 등 세력의 합류로 결성되었다. 1961년 5.16 군사 정변 이후 해산되었다. 통일사회당이 이 정당의 후계정당이다.